# Боген, Михаил Михайлович
Михаи́л Миха́йлович Бо́ген, урождённый Каценеленбоген (род. 12 июня 1932, Москва) — советский и российский учёный, педагог, специалист в области теории и методики физического воспитания, тренер по лёгкой атлетике. Преподавал на кафедрах физической культуры ГЦОЛИФК, МПГУ, МГАФК. Профессор. Доктор педагогических наук.

## Биография
Михаил Каценеленбоген родился 12 июня 1932 года в Москве в семье сотрудника НКВД, расстрелянного в 1941 году. Ещё в детстве изменил фамилию на Боген.
В 1954 году окончил Государственный центральный ордена Ленина институт физической культуры.
В 1955—1972 годах работал тренером в Детско-юношеской спортивной школе Октябрьского района Москвы, занимал должность старшего тренера отделения лёгкой атлетики. Многие из его воспитанников становились победителями крупнейших юношеских и юниорских соревнований в СССР, трижды устанавливали всесоюзные рекорды. Ученик Богена Вадим Лейбовский добился больших успехов и на взрослом уровне.
В 1972—1974 годах — заведовал кафедрой лёгкой атлетики Таджикского института физической культуры.
В 1974—1990 годах — доцент кафедры теории и методики физической культуры ГЦОЛИФК.
В 1990—1995 годах — заведующий кафедрой теоретических основ физической культуры и спорта, профессор факультета физического воспитания Московского педагогического государственного университета.
С 1995 года — профессор кафедры теории и методики физической культуры и спорта Московской государственной академии физической культуры.
Автор более 79 научных работ, в том числе монографии «Обучение двигательным действиям» (1985) — в ней Боген представляет оригинальную концепцию обучения на принципах теории деятельности, построенной А. Н. Леонтьевым, физиологии активности и управления движениями А. Н. Бернштейна и теории планомерно-поэтапного формирования умственных действий и понятий, разработанной П. Я. Гальпериным. Также опубликовал несколько работ на тему физического воспитания в Священном Писании. Кандидат педагогических наук (1968). Доцент (1974). Доктор педагогических наук (1990). Профессор (1998). Подготовил семь кандидатов педагогических наук по специальности «Теория и методика физического воспитания, спортивной тренировки, оздоровительной и адаптивной физической культуры».
Награждён нагрудными знаками «Отличник народного просвещения РСФСР» (1971) и «Отличник физической культуры и спорта» (2002), медалью «В память 850-летия Москвы» (1991).